# NGC 381
NGC 381 is een open sterrenhoop in het sterrenbeeld Cassiopeia. Het hemelobject ligt ongeveer 3700 lichtjaar van de Aarde verwijderd en werd in 1783 ontdekt door de Duits-Britse astronome Caroline Herschel.

## Synoniem
- OCL 317